# Thiobencarb
Thiobencarb (Benthiocarb) ist eine chemische Verbindung aus der Gruppe der Thiocarbamate und ein 1969 von Kumiai Chemical eingeführtes Herbizid.

## Gewinnung und Darstellung
Thiobencarb kann durch Reaktion des Produktes von Phosgen und Diethylamin mit dem Produkt der Reaktion von p-Chlorbenzylchlorid und Natriumsulfid gewonnen werden.

## Verwendung
Thiobencarb wird unter den Handelsnamen Saturn und Bolero als selektives Herbizid im Reisanbau verwendet. 2011 wurden in den USA noch über 250 Tonnen verbraucht.

## Zulassung
In den Staaten der EU und in der Schweiz sind keine Pflanzenschutzmittel mit diesem Wirkstoff zugelassen.